# Rinorea johnstonii
Rinorea johnstonii är en violväxtart som först beskrevs av Otto Stapf, och fick sitt nu gällande namn av Brandt och Adolf Engler. Rinorea johnstonii ingår i släktet Rinorea och familjen violväxter. Inga underarter finns listade i Catalogue of Life.